# Косовска клетва
Косовска клетва или Кнежева клетва, према легенди, клетва је коју је рекао српски кнез Лазар Хребељановић прије Косовске битке. Клетва је упућена оним Србима који су игнорисали позив на рат са Османским царством. Константин Филозоф је забиљежио да је Лазар издао „позив и претњу” српским земљама, а тај позив је сачуван у српским народним пјесмама у облику клетве.
Од 1778. до 1781. године, Аврам Милетић је компоновао збирку од 129 пјесама под називом „Песмарице” која садржи и пјесму „Историја Мусић Стефана”, која у свом саставу има један облик Косовске клетве. Један облик клетве се јавља у издању српским народних пјесма Вука Стефановића Караџића 1845. године. То је новија верзија једног Караџићевог текста из 1813. године са јаким националистичким призвуком.
Караџићева „Косовска клетва” је записана на споменику на Газиместану, гдје се водила Косовска битка.

## Текст клетве
| Мусић Стеван (дио пјесме) | Кнежева клетва                                                                                                  |
| --- | --- |
| „Ко је Србин и српскога рода, И од српске крви и колена, А не дош’о на бој на Косово: Не имао од срца порода, Ни мушкога, ни девојачкога! Од руке му ништа не родило, Рујно вино, ни ’шеница бела! Рђом кап’о, док му је колена!” | „Ко не дође на бој на Косово — од руке му ништа не родило: ни у пољу бјелица пшеница, ни у брду винова лозица!” |